# Can Roquet (Sant Feliu de Buixalleu)
Can Roquet és una masia de Sant Feliu de Buixalleu (Selva) inclosa a l'Inventari del Patrimoni Arquitectònic de Catalunya.

## Descripció
Masia aïllada, orientada al sud i situada al nucli de Sant Feliu de Buixalleu.
L'edifici té planta baixa i pis, i està cobert per un teulat a doble vessant. Adossat al cantó esquerre hi ha un edifici amb planta baixa i pis, amb teulat a doble vessant, que forma part del mateix habitatge.
A la planta baixa del cos principal, hi ha la porta d'entrada amb llinda monolítica i brancals de carreus de pedra. A dreta i esquerra, hi ha dues finestres amb llinda de fusta i els brancals i l'ampit de pedra.
Al pis hi ha una finestra amb llinda monolítica i brancals de carreus de pedra, al costat de la qual hi ha una finestra quadrangular i una porta d'entrada, a la que s'hi accedeix, a través d'unes escales exteriors.
Destaca un rellotge de sol a la façana que ha estat recentment pintat.
Al cos del costat esquerre, a més hi ha una finestra a cada pis.
En una façana lateral (part est de l'edifici) destaca una finestra d'estil gòtic.
Destaca un fumeral de secció rectangular.

## Història
Masia del segle xiv que sempre ha estat propietat de la família Roquet.